# Годуново (Московская область)
Годуново — деревня в Наро-Фоминском районе Московской области, входит в состав муниципального образования Городское поселение Верея. Численность постоянно проживающего населения — 10 человек на 2006 год, в деревне числятся 3 улицы и 2 садовых товарищества. До 2006 года Годуново входило в состав Симбуховского сельского округа.
Деревня расположена в западной части района, в 2,5 км к северу от города Верея, высота центра над уровнем моря 198 м. Ближайшие населённые пункты — Рождествено в 1,2 км на запад и Монаково — в 2 км на восток.